# Gare au percepteur
Pour plus de détails, voir Fiche technique et Distribution.
Gare au percepteur (The Jackpot) est une comédie américaine réalisée par Walter Lang sortie en 1950.

## Résumé
Bill Lawrence, employé dans un grand magasin du Midwest, fait vivre sa femme et leurs deux enfants adolescents avec un salaire annuel de 7 500 dollars. Répondant à un appel téléphonique, il gagne 24 000 dollars de marchandises dans le cadre d'un jeu radiophonique et est submergé par des prix qui vont de l'utile à l'absurde, dont notamment une côte de bœuf, 7 500 boîtes de conserve à soupe, 1 000 arbres fruitiers, un poney Palomino, une piscine portable, une bague en diamant, une bonne française, un décorateur d'intérieur et la portraitiste Hilda Jones.
Tout va bien jusqu'à ce que Lawrence apprenne qu'il doit vendre les prix afin de payer un impôt sur le revenu de 7000 dollars. Lorsqu'il tente de réunir l'argent en vendant la marchandise au grand magasin, son patron le licencie sur le champ. Plus tard, tentant de revendre la bague en diamant à Chicago, il est arrêté par la police et pour compliquer les choses, sa femme le soupçonne d'avoir une liaison avec Hilda, une artiste de Greenwich Village. Pour faire face à tous ces problèmes, il reçoit l'aide du journaliste Harry Summers, qui a écrit des articles de journaux sur Lawrence et ses gains qui ne lui apportent que des malheurs.

## Fiche technique
- Titre original : The Jackpot
- Réalisation : Walter Lang
- Scénario : Phoebe Ephron, d'après l'article de John McNulty
- Directeur de la photo : Joseph LaShelle
- Musique : Lionel Newman
- Production : Samuel G. Engel pour Twentieth Century Fox
- Date de sortie:
  - États-Unis :  1er novembre 1950

## Distribution
- James Stewart : Bill Lawrence
- Barbara Hale : Amy Lawrence
- James Gleason : Harry Summers
- Fred Clark  : M. Woodruff
- Alan Mowbray : Leslie
- Patricia Medina : Hilda Jones
- Natalie Wood : Phyllis Lawrence
- Tommy Rettig : Tommy Lawrence
- Robert Gist : Pete Spooner
- Lyle Talbot : Fred Burns

Et, parmi les acteurs non crédités :
- Walter Baldwin : L'agent-acheteur
- Ann Doran : Alice Bowen
- Philip Van Zandt : Franklin Laswell / Flick Morgan